# Argolide (fleuve)
Pour les articles homonymes, voir Argolide.
Dans la mythologie grecque, l'Argolide est un dieu fleuve, fils d'Océan et de Téthys. 
Lorsque Poséidon et Héra se disputent la possession de l'Argolide, Inachos et les autres fleuves, le Céphise et l'Argolide mettent fin à la querelle en attribuant le pays à Héra.

## Famille
En tant que Dieu fleuve, Argolide est un fils du titan Océan et de son épouse, la titanide Téthys. Il est l'un de leur multiples fils, les Dieux fleuve, généralement au nombre de trois mille, et a pour sœurs les Océanides, elles aussi au nombre de trois mille, l'ainée desquels étant Styx, déesse du fleuve infernal du même nom. Ouranos (le Flot) et Gaïa (la Terre) sont ses grands-parents tant paternels que maternels.